# Andre Calvin
Andre Clinton „Ajay“ Calvin (* 4. Mai 1985 in Detroit) ist ein ehemaliger US-amerikanischer Basketballspieler. Er spielte in der Bundesliga in Österreich und Deutschland.

## Laufbahn
Calvin spielte als Jugendlicher Basketball an der River Rouge High School in seiner Geburtsstadt Detroit. Von 2003 bis 2005 war er spielendes Mitglied der Basketball-Auswahl am Butler Community College (Bundesstaat Kansas), zum Abschluss seiner Hochschulzeit spielte und studierte er von 2005 bis 2007 an der Drake University in der im Bundesstaat Iowa gelegenen Stadt Des Moines.
Calvin schlug eine Karriere als Berufsbasketballspieler ein, die ihn im Spieljahr 2007/08 in die österreichische Bundesliga führte, wo er das Hemd des burgenländischen Vereins UBC Güssing überstreifte. Nach einem Halt in Portugal und einer Wettkampfpause landete Calvin 2011 beim deutschen Zweitligisten Ehingen/Urspring. Dort machte er insbesondere in seinem zweiten Jahr (2012/13) mit starken Leistungen auf sich aufmerksam und wurde im Vorfeld der Saison 2013/14 von Ehingens Ligakonkurrent BG Karlsruhe verpflichtet. In der Spielrunde 2014/15 spielte Calvin abermals in der 2. Bundesliga ProA und verbuchte mit Mittelwerten von 12,5 Punkten sowie 9,8 Rebounds je Begegnung sehr gute statistische Werte. Der Lohn folgte in Form eines Vertragsangebot der Crailsheim Merlins, die gerade in die Basketball-Bundesliga aufgestiegen waren. In Deutschlands höchster Liga kam Calvin während des Spieljahres 2015/16 zu 27 Einsätzen mit Mittelwerten von 8,0 Punkten und 3,4 Rebounds. Er stieg mit Crailsheim aus der Bundesliga ab.
In der Saison 2016/17 verstärkte er den Nürnberg Falcons BC in der 2. Bundesliga ProA, in der Sommerpause 2017 wurde er vom Quakenbrücker Verein Artland Dragons unter Vertrag genommen, wechselte also in die drittklassige 2. Bundesliga ProB. Im Sommer 2018 ging er innerhalb der 2. Bundesliga ProB zu ETB Essen weiter. Er erreichte in der Punktrunde der Saison 2018/19 mit 16,1 Punkten pro Begegnung den mannschaftsinternen Höchstwert in dieser statistischen Kategorie.